# Črni slinar
Črni slinar (znanstveno ime Limax cinereoniger) je največja vrsta kopenskih polžev na svetu, saj lahko v dolžino doseže preko 20 cm.

## Razširjenost
Črni slinar je razširjen po večini Evrope, redek je le na njenem skrajnem jugu. Na vzhodu je razširjen do Urala.